# Château de Stormont
Ne doit pas être confondu avec Palais de Stormont.
Le château de Stormont (en anglais : Stormont Castle) est un manoir situé sur le domaine de Stormont, dans l'est de Belfast, qui constitue le lieu de réunion de l'exécutif nord-irlandais.

## Situation
Le château s'élève au milieu du domaine de Stormont, légèrement au sud du palais abritant l'Assemblée d'Irlande du Nord, à l'est de Belfast.

## Histoire

### Construction
Le manoir est construit dans les années 1830 pour le compte de la famille Cleland. En 1858, il fait l'objet d'un remaniement par l'architecte Thomas Turner qui lui donne son aspect inspiré de l'architecture médiévale.

### 1921-1972
Le domaine, comprenant le château ainsi que 95 ha de terrains, est acheté en 1921 par le gouvernement nord-irlandais pour la somme de 15 000 £.
Jusqu'en 1972, il constituait la résidence officielle du Premier ministre d'Irlande du Nord, ainsi que le lieu de réunion officielle du gouvernement d'Irlande du Nord. Toutefois, les chefs du gouvernement prirent l'habitude de loger à la résidence de Stormont (Stormont House), en principe réservée au président de la Chambre des communes d'Irlande du Nord, mais la plupart d'entre eux vivaient en réalité chez eux.

### Les Troubles
Au cours du conflit nord-irlandais « les Troubles », le château a été occupé par des officiers du service de sécurité (MI-5). À partir de 1972, il est utilisé comme résidence officielle et lieu de travail par le secrétaire d'État pour l'Irlande du Nord, qui assure l'administration directe de la province.

### Depuis la dévolution
Depuis la dévolution de 1998, le château de Stormont est de nouveau utilisé comme lieu de réunion du gouvernement autonome, l'exécutif nord-irlandais, à l'exception de sa longue suspension entre 2002 et 2007. Il fait alors l'objet d'importants travaux pour le remettre en état et le moderniser, achevés en 2001, pour un coût total de 7,5 millions de £.

## Architecture
Le château présente un style d'inspiration médiévale dit « seigneurial écossais » en vogue au XIXe siècle. La bâtisse principale se développe sur trois niveaux et ses façades sont rythmées par des oriels, des tourelles ainsi que par des échauguettes aux angles. Elle est flanquée d'une grosse tour carrée dont la base abrite l'entrée monumentale.

## Protection
Depuis 1987, le château est un monument classé (listed building) de grade A.